# Top of the World (filme de 1997)
Top of the World (bra: Dinheiro de Jogo; prt: O Grande Golpe) é um filme estadunidense de 1997 dirigido por Sidney J. Furie e estrelado por Peter Weller,Dennis Hopper e Tia Carrere. Foi filmado em Las Vegas, Nevada.